# AZAL Arena
AZAL Arena je nogometni stadion u Šuveljanu, Baku, Azerbajdžan. Stadion je otvoren 10. travnja 2011. godine. Trenutačno ga koristi Şüvəlan FK. Kapacitet stadiona iznosi 3,500.

## Povijest
Stadion je otvoren 10. travnja 2011. godine. Taj dana igrana je i prva utakmica na njemu, između AZAL-a i Bakua. Utakmica je završila 1:0 za AZAL.
17. veljače 2011. UEFA je odobrila korištenje stadiona za međunarodne utakmice te mu je dala dvije zvjezdice.

## Planovi
Klub Şüvəlan FK koji je i vlasnik stadiona, planira u idućim godinama proširit kapacitet stadiona za 6,000, tj. na 9,500.